# Un cri dans la nuit
Cet article concerne le roman policier de Mary Higgins Clark. Pour le film de 1988, voir Un cri dans la nuit (film, 1988). Pour l’épisode de la série Inspecteur Barnaby, voir Un cri dans la nuit (Inspecteur Barnaby). Pour le roman de José de Bérys de 1935, voir José de Bérys#Bibliographie sélective.
Un cri dans la nuit (titre original : A Cry in the Night) est un roman policier de Mary Higgins Clark paru en 1982.
Le roman est traduit en français par Anne Damour en 1983.

## Résumé
Jenny Mac Partland, jeune mère divorcée de deux enfants, travaille dans une galerie d'art. Sa vie est simple et modeste, jusqu'au jour où elle rencontre Erich Krueger, un jeune peintre riche et séduisant. Entre eux, c'est le coup de foudre et Jenny laisse tout tomber pour suivre Erich dans le Minnesota. Mais le bonheur de Jenny va se transformer petit à petit en cauchemar…

## Personnages principaux
- Jenny MacPartland – une mère divorcée, l'héroïne
- Erich Krueger – artiste peintre avec qui Jenny se marie au cours de l'histoire
- Kevin MacPartland – ex-mari de Jenny
- Beth (Elisabeth) MacPartland – 1re fille de Jenny
- Tina (Christina) MacPartland – 2e fille de Jenny
- Joe - Employé de la ferme d'Erich
- Clyde - Responsable de la ferme d'Erich
- Elsa - Femme de ménage d'Erich
- Mark - Vétérinaire, ami d'enfance d'Erich
- Luke - Père de Mark, amoureux de la mère d'Erich avant la mort de celle-ci
- Rooney - Femme de Clyde
- Maude - Mère de Joe

## Adaptation
- 1992 : Mary Higgins Clark : En mémoire de Caroline (A Cry in the Night), téléfilm franco-canadien réalisé par Robin Spry, avec Carol Higgins Clark, Perry King et Annie Girardot